# نمایشگاه هنری
نمایشگاه هنری یا نمایشگاه هنر، نمایشگاه یا جایگاهی است که در آن آفریده‌ها و ساخته‌های هنری در برابر بازدیدکنندگان قرار می‌گیرند. نمایشگاه‌های هنری معمولاً برای دوره‌های گذار و کوتاه‌مدت بر پا می‌شوند مگر آن که ندرتاً «نمایشگاه دائمی» باشند.
این نمایشگاه ممکن است عکس‌ها، تصاویر، نقشه‌ها، طرح‌ها، ویدئو، صدا، اجرا و نمایشی، هنر همکنشی، هنر رسانه‌های نوین یا تندیس‌های هنرمندان فردی یا گروهی از هنرمندان یا مجموعه‌ای از دیسه ویژه‌ای از هنر را ارائه دهد. آثار هنری ممکن است در موزه‌ها و گنجینه، تالار هنر، باشگاه هنر یا نگارخانه‌های هنری شخصی ارائه شده باشد، یا در برخی از محل‌های کسب و کار است که صفحه نمایش یا فروش هنر نیست، مانند کافی شاپ‌ها یا قهوه‌خانه‌ها. باید به تمایز مهم میان نمایشگاه که در آن همه یا بخشی از آثار برای فروش می‌باشد (معمولاً نمایشگاه‌های هنری شخصی)، و نمایشگاه‌های که آثار در آن برای فروش نیستند اشاره کرد. گاهی نیز این رویداد در یک موقعیت ویژه مانند زادروز، سالگرد یا بزرگداشت برگزار می‌شود.

## نگارخانه

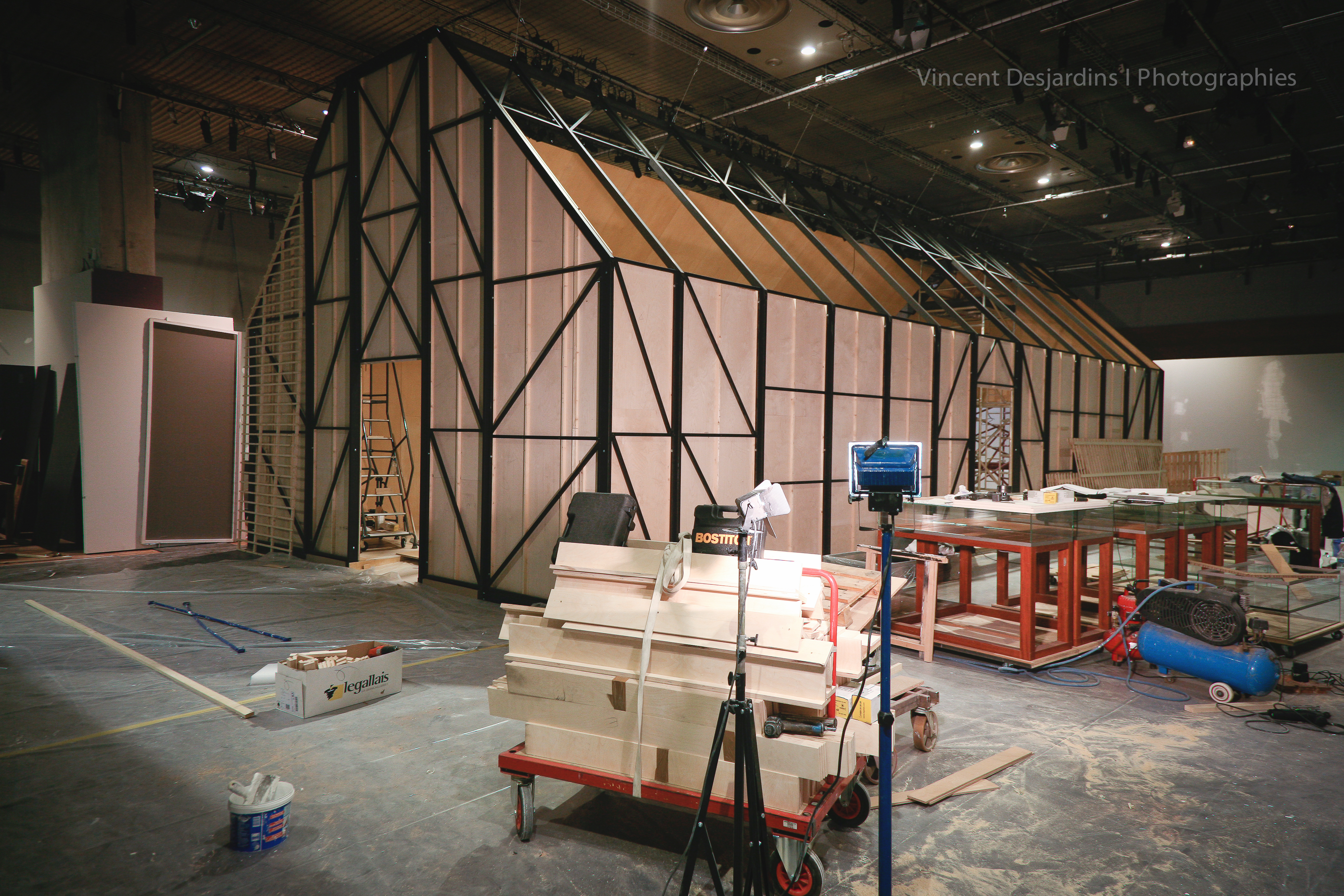
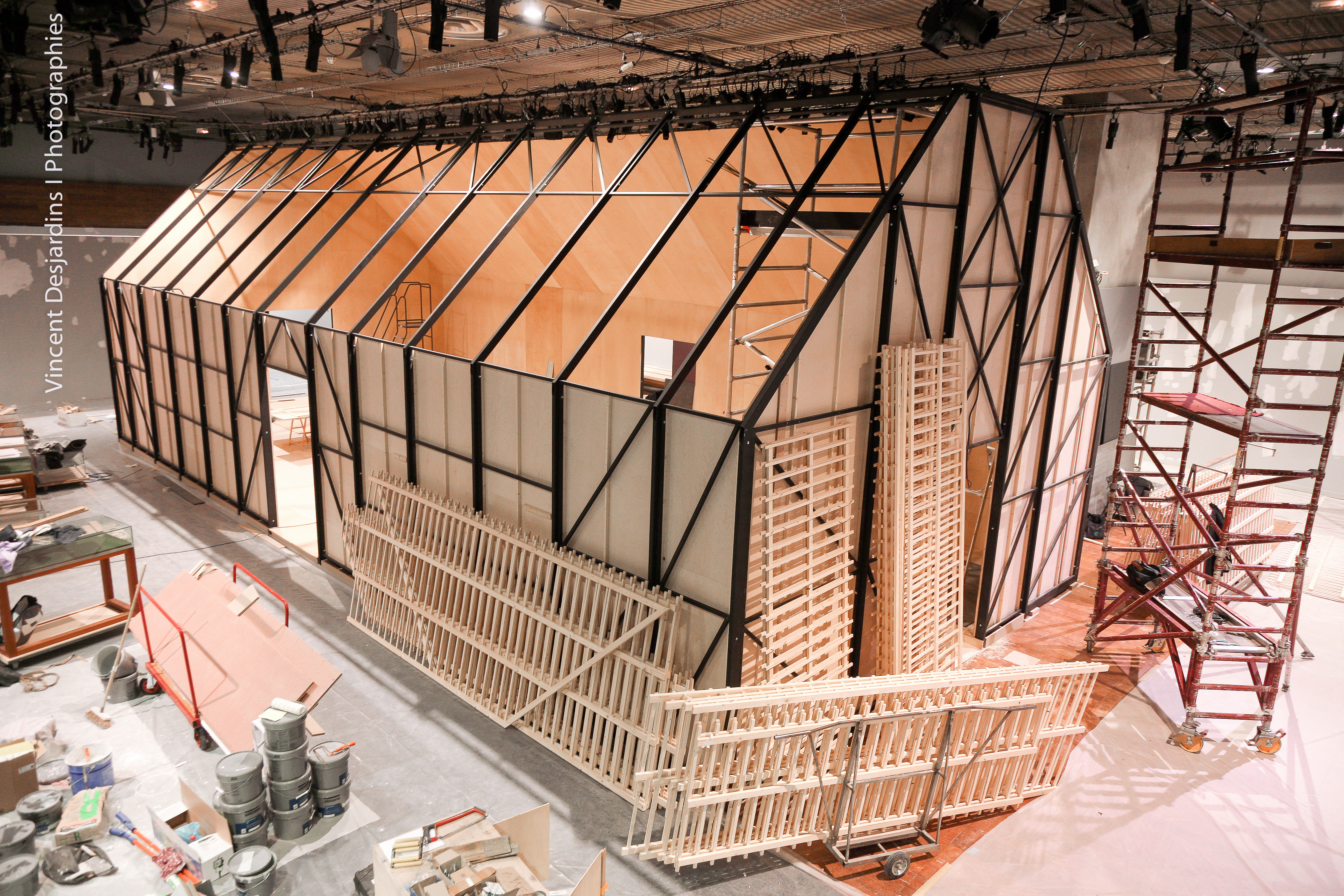
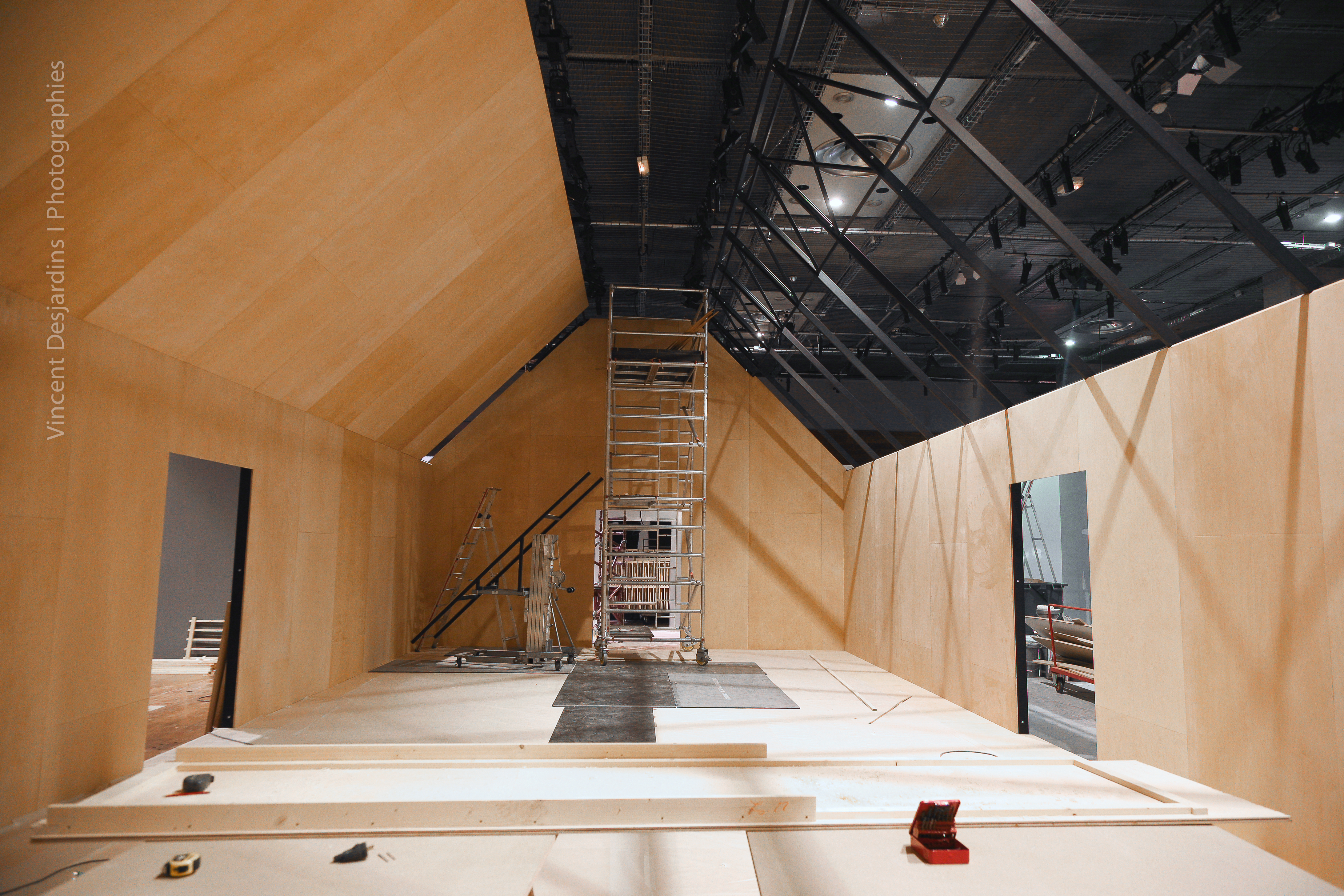
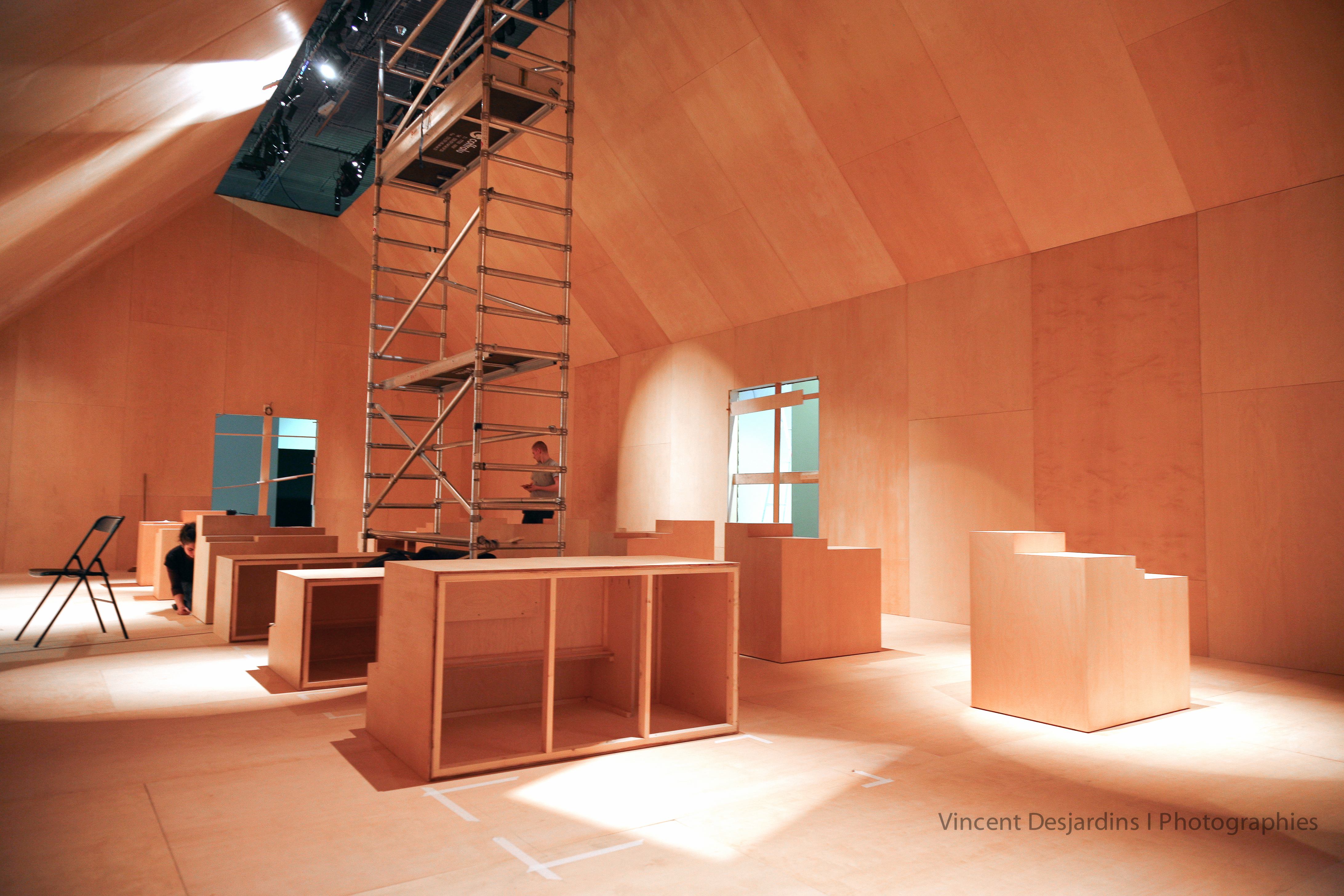
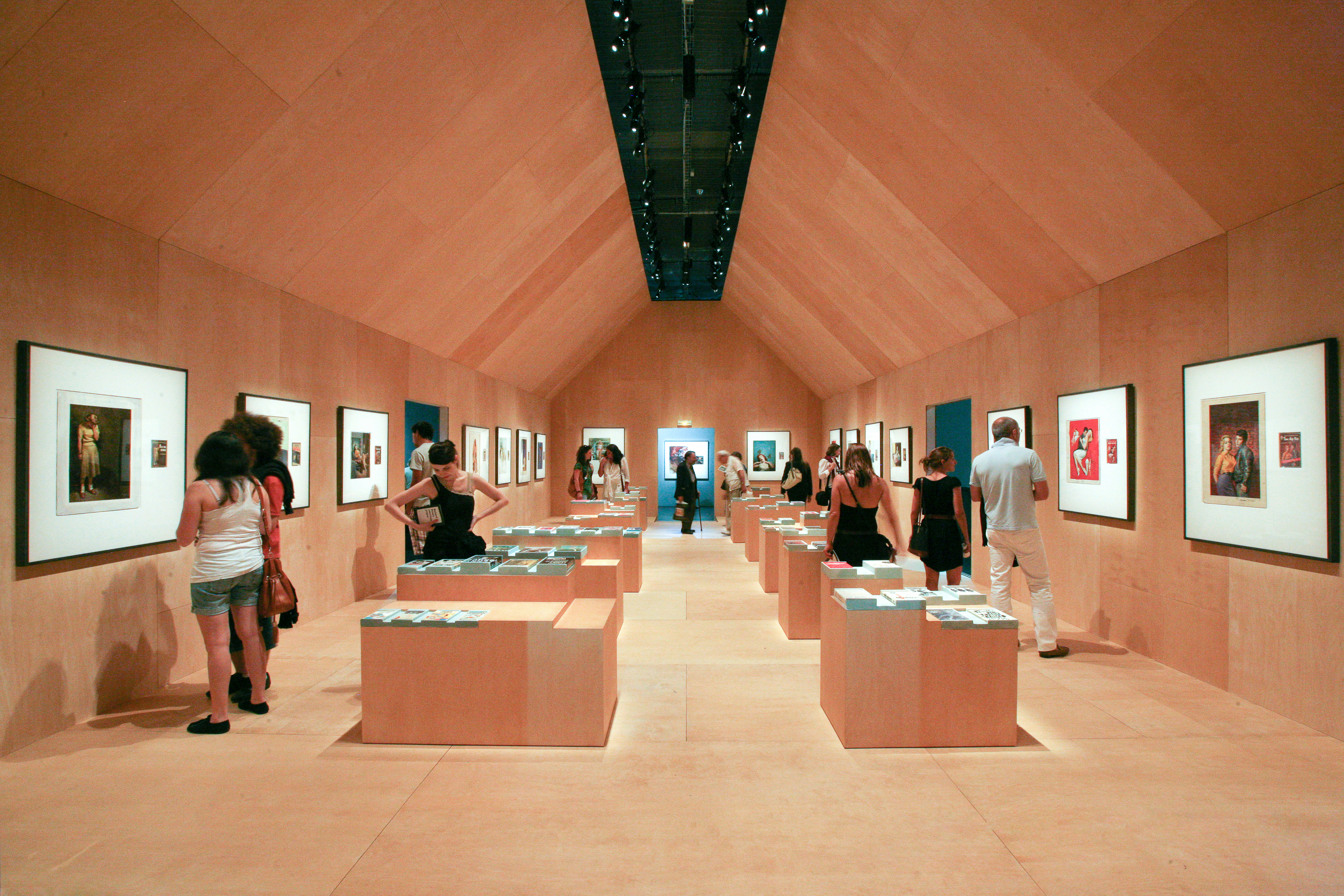
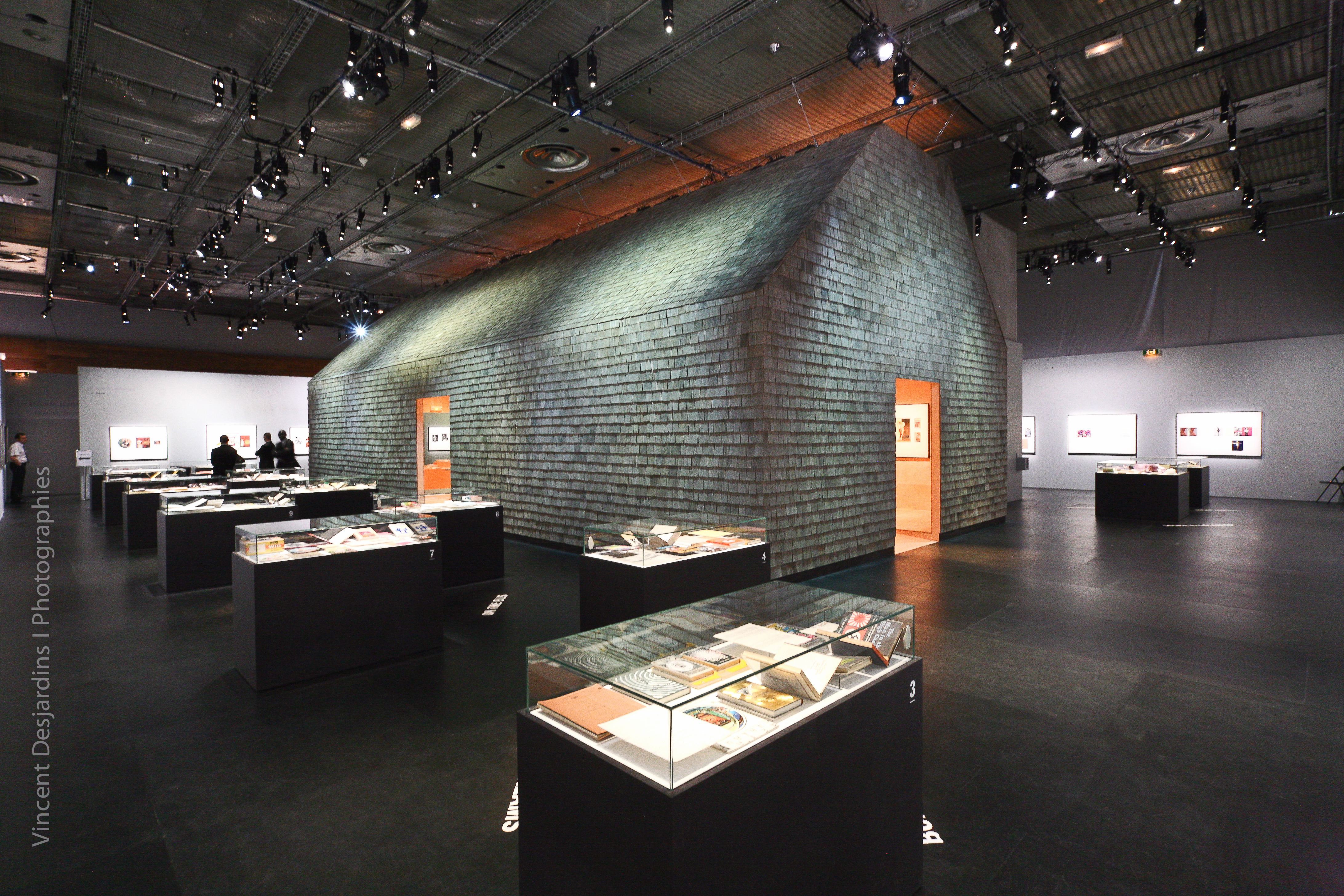